# Athemistus
Athemistus is een kevergeslacht uit de familie van de boktorren (Cerambycidae). De wetenschappelijke naam van het geslacht werd voor het eerst geldig gepubliceerd in 1859 door Pascoe.

## Soorten
Athemistus omvat de volgende soorten:
- Athemistus aborigine Carter, 1926
- Athemistus aethiops Pascoe, 1867
- Athemistus approximatus Carter, 1926
- Athemistus armitagei Pascoe, 1866
- Athemistus barretti Carter, 1926
- Athemistus bituberculatus Pascoe, 1867
- Athemistus cristatus Blackburn, 1894
- Athemistus dawsoni Breuning, 1970
- Athemistus funereus Pascoe, 1866
- Athemistus harrisoni Carter, 1926
- Athemistus howittii Pascoe, 1867
- Athemistus laevicollis Carter, 1926
- Athemistus luciae Carter, 1926
- Athemistus macleayi Carter, 1926
- Athemistus maculatus Carter, 1926
- Athemistus mastersi Carter, 1926
- Athemistus monticola Blackburn, 1894
- Athemistus pubescens Pascoe, 1862
- Athemistus puncticeps Carter, 1926
- Athemistus puncticollis Pascoe, 1867
- Athemistus rugulosus (Guérin-Méneville, 1831)
- Athemistus torridus Blackburn, 1894
- Athemistus tricolor Carter, 1926